# Волколупова Раїса Тимофіївна
 Раїса Тимофіївна Волколупова (нар. 18 січня 1937,Сахновщина, УРСР) — фахівець у галузі математики та кібернетики, доктор технічних наук, професор.

## Біографія
У 1959 році закінчила Харківський державний університет за спеціальністю "Математика та астрономія".
У період з 1959 по 1969 роки працювала старшим інженером-програмистом у КБ «Електроприладобудування».
У 1968 році захистила дисертацію кандидата технічних наук.
З 1969 року працювала старшим викладачем у Харківському інституті радіоелектроніки .
У 1972 році затверджена у вченому званні доцента.
З 1977 по 1981 роки працювала у Харківському автодорожньому інституті на посаді доцента, старшого наукового спавробатника.
Захистила дисертацію доктора технічних наук у 1981 році.
З 1982 року працювала в Харківському інженерно-економічному інституті .

## Відзнаки
- Нагрудний знак «Відмінник освіти України» (2000, 2007);
- Золотий знак ХНЕУ;
- Золота медаль Міжнародної Асоціації «Scientist of the year» (Великобританія, 2006)[1].

## Наукова діяльність
Р.Т. Волколупова була науковим керівником при написанні 2 докторських та 9 кандитатських праць.
Раїсі Тимофіївна є автором 155 наукових та навчально-методичних праць.
- Волколупова Р. Т. Концепция информационно-вычислительной системы коммерческой информации // Математическое программирование и моделирование в мошиностроении: сб. Киев: ИК НАН Украины, 1994.
- Волколупова Р. Т. Алгебра моделирующих графов / Международного колл. по технической кибернетике. ГДР, Ильменау, 1973.
- Волколупова Р., Игнасяк Е. Дискретная математика. Познань, 1991
- Волколупова Р. Т. Построение баз данных специального назначения // Проблемы бионики: Всеукр. межвед. науч.-тех. сб. Харьков, 2000. Вып. 53.
- Volcoloupova R. T. Structural Net Systems Optimization // System Modeling and Optimization. Berlin: Springer-Verlag, 1990/
- Volcoloupova R. T. The Theoretical questions of Optimal design of Communication // Works I FAC Workshop on Time Delay Systems. Prance, 2003.